# دورزولاميد/تيملول
دورزولاميد/تيملول (Dorzolamide/timolol)، المباع تحت الاسغم التجاري كوزوبت (Cosopt)وغيره، هو دواء يستخدم لعلاج ارتفاع الضغط داخل العين بما في ذلك الجلوكوما.  و هو عبارة عن مزيج من هيدروكلوريد الدورزولاميد و مالييت تيمولول.  يمكن وصفه للمريض عندما لا تكون حاصرات بيتا، مثل تيمولول، كافية بمفردها.  و يأخذ كقطرة للعين. 
تشمل الآثار الجانبية الشائعة لهذا العقار على: الشعور بعدم الراحة في العين، و احمرار العين، و تغيرات في التذوق، و عدم وضوح الرؤية.  كما و قد تشمل الآثار الجانبية الخطيرة الحساسية و قصور القلب أيضا.  لا ينصح باستخدامه لمن يعانون من الربو أو حساسية السلفوناميد أو بطء معدل ضربات القلب.   الدورزولاميد هو مثبط أنزيم الكربونيك أنهيدراز والتيمولول هو أحد حاصرات بيتا.  و يعمل كلاهما عن طريق تقليل كمية الخلط المائي الذي تنتجه العين . 
تمت الموافقة على هذا المزيج للاستخدام الطبي في الولايات المتحدة في عام 1998.  و هو متاح كدواء مكافىء.  تبلغ تكلفة زجاجة سعة 5 ملليلتر في المملكة المتحدة حوالي 1.50 جنيه إسترليني اعتبارًا من عام 2019.  أما في الولايات المتحدة، تبلغ تكلفة الجملة لهذا المقدار حوالي 8.30 دولارًا أمريكيًا.  في عام 2017، كان الدواء رقم 233 الأكثر وصفًا في الولايات المتحدة، بأكثر من مليوني وصفة طبية.  